# Robin Vik
Robin Vik (Hradec Králové, 5 febbraio 1980) è un ex tennista ceco.

## Carriera
In carriera ha raggiunto nel singolare la 57ª posizione della classifica ATP, mentre in doppio ha raggiunto il 74º posto. Nei tornei del Grande Slam ha ottenuto il suo miglior risultato raggiungendo il terzo turno nel doppio a Wimbledon nel 2006, in coppia con il connazionale Cyril Suk.
Ha disputato una semifinale nel circuito ATP in singolare al St. Petersburg Open 2005 ed è stato sconfitto da Nicolas Kiefer dopo aver eliminato il nº 27 del ranking Mikhail Youzhny. In doppio ha raggiunto due semifinali ATP all'Auckland Open e al Croatia Open Umag, entrambe nel 2006.

## Statistiche

### Singolare

#### Vittorie (11)
| Legenda tornei minori |
| Challenger (6)        |
| ITF (5)               |

| N. | Data          | Torneo                                | Superficie  | Avversari in finale | Punteggio     |
| 1. | Febbraio 2005 | Wrocław Open, Breslavia               | Cemento     | Michal Tabara       | 6-4, 6-3      |
| 2. | Marzo 2005    | All Japan Indoor Championships, Kyoto | Sintetico   | Pavel Šnobel        | 6-4, 6-4      |
| 3. | Aprile 2005   | Nottingham Challenger, Nottingham     | Cemento     | Jonathan Marray     | 6-3, 6-2      |
| 4. | Agosto 2005   | s Tennis Masters Challenger, Graz     | Cemento     | Roko Karanušić      | 6-4, 4-2 rit. |
| 5. | Maggio 2006   | Prague Open, Praga                    | Terra rossa | Jan Hájek           | 6-4, 7-6(4)   |
| 6. | Luglio 2009   | Oberstaufen Cup, Oberstaufen          | Terra rossa | Jan Minar           | 6-1, 6-2      |

### Doppio

#### Vittorie (4)
| Legenda tornei minori |
| Challenger (3)        |
| ITF (1)               |

| N. | Data        | Torneo                               | Superficie  | Compagno        | Avversari in finale              | Punteggio |
| 1. | Marzo 2006  | Sunrise Tennis Championship, Sunrise | Cemento     | Petr Pála       | Dmitry Tursunov Goran Dragicevic | 6-4, 6-2  |
| 2. | Marzo 2007  | Challenger La Manche, Cherbourg      | Cemento     | Michal Mertiňák | Łukasz Kubot Dick Norman         | 6-2, 6-4  |
| 3. | Maggio 2009 | Ostrava Open, Ostrava                | Terra rossa | Jan Hájek       | Matus Horecny Tomas Janci        | 6-2, 6-4  |